# Incidente dell'Ilyushin Il-76 del Ministero degli affari interni russo del 2009
L'incidente dell'Ilyushin Il-76 del Ministero degli affari interni russo del 2009 avvenne il 1º novembre, quando un Ilyushin Il-76 precipitò poco dopo il decollo dall'aeroporto di Mirnyj in Yakutia, uccidendo tutti gli 11 membri dell'equipaggio a bordo.

## L'aereo
L'Il-76MD (numero di registrazione URSS-76801, fabbrica 0093495866, serie 72-07) venne prodotto dalla Tashkent Aviation Production Association intitolata a V.P. Chkalov (TAPOiCh) il 31 agosto 1989. Il 12 marzo 1990 fu trasferito al Ministero degli affari interni dell'URSS (VV MVD URSS) e dal 16 maggio 1992 al Ministero degli affari interni russo (VV MVD Rossii). Nell'agosto 1995 venne reimmatricolato e il suo numero di identificazione cambiato in RA-76801. Da gennaio ad agosto 2007 rimase in deposito. Venne poi immatricolato in RF-76801. Equipaggiato con quattro motori turbogetto D-30KU prodotti dallo stabilimento di motori di Rybinsk. Al 13 aprile 2007 aveva volato 3 908 ore.

## L'incidente
Il giorno prima dell'incidente, l'aereo aveva consegnato una partita di merce a Mirnyj, in Russia. Durante il rullaggio dopo l'atterraggio, l'equipaggio aveva attivato la parte elettrica del sistema di bloccaggio del timone e degli alettoni. La spia "Lock On" si era accesa. La mattina del giorno successivo era previsto un volo di riposizionamento per Chita, con scalo a Irkutsk.
Nel corso dei controlli pre-volo, l'equipaggio aveva provveduto a portare la parte elettromeccanica del sistema di bloccaggio in posizione "disinnestata". Tuttavia, la spia "Lock on" era rimasta accesa. Accettandolo come un falso allarme, il comandante decise di decollare. L'operatività del sistema di controllo degli alettoni era stata verificata deviando il volante verso sinistra e poi verso destra. Durante la deflessione a destra, l'alettone destro si era bloccato a causa del suo meccanismo di blocco. Alle 07:48, il volo decollò nell'oscurità dalla pista 24.
All'inizio della corsa, la potenza del motore era impostata su una posizione inferiore alla modalità di decollo, che non forniva un avviso acustico della posizione di blocco delle ruote sterzanti e degli alettoni. Durante tale corsa, l'aeromobile iniziò a muoversi verso destra. Dopo il decollo, si verificò un rollio di 8 gradi, che continuò ad aumentare intensamente. L'equipaggio cercò di contrastare il rollio deviando i comandi verso sinistra. Il movimento del volante verso sinistra era limitato dal meccanismo di blocco dell'alettone destro.
A 59 secondi di volo, con un rollio di circa 90 gradi e una velocità di 364 km/h, l'aereo impattò con il suolo a una distanza di quasi 2 km dalla pista e si spezzò.
All'inizio dello stesso anno, l'aeronautica militare russa aveva temporaneamente bloccato tutti gli Il-76 dopo che un motore si era staccato dall'ala di un aereo mentre tentava il decollo. È stato riferito che il divieto era ancora in vigore al momento dell'incidente, e non è ancora chiaro perché il jet fosse stato utilizzato quando tale modello era stato messo a terra.